# AEGON Pro Series Sunderland
L'AEGON Pro Series Sunderland è un torneo professionistico di tennis giocato su campi in cemento. Fa parte dell'ITF Men's Circuit e dell'ITF Women's Circuit. Si gioca annualmente a Sunderland in Gran Bretagna.

## Albo d'oro

### Singolare femminile
| Anno | Campionessa         | Finalista           | Punteggio     |
| ---- | ------------------- | ------------------- | ------------- |
| 2011 | Alison van Uytvanck | Tara Moore          | 6–4, 6–1      |
| 2012 | Sarah Gronert       | Annika Beck         | 3–6, 6–2, 6–3 |
| 2013 | Anna-Lena Friedsam  | Alison Van Uytvanck | 6–2, 7–65     |
| 2014 | An-Sophie Mestach   | Viktorija Golubic   | 6–1, 6–4      |

### Doppio femminile
| Anno | Campionesse                         | Finaliste                            | Punteggio        |
| ---- | ----------------------------------- | ------------------------------------ | ---------------- |
| 2011 | Eva Wacanno Caitlin Whoriskey       | Martina Borecká Petra Krejsová       | 6–2, 4–6, [10–8] |
| 2012 | Justyna Jegiołka Diāna Marcinkēviča | Martina Caciotti Anastasia Grymalska | 6–4, 2–6, [10–6] |
| 2013 | Hilda Melander Sandra Roma          | Amy Bowtell Lucy Brown               | 6–0, 6–3         |
| 2014 | Jocelyn Rae Anna Smith              | Ágnes Bukta Viktorija Tomova         | 6–1, 6–1         |

### Singolare maschile
| Anno      | Campionessa        | Finalista          | Punteggio        |
| --------- | ------------------ | ------------------ | ---------------- |
| 2007      | Stéphane Robert    | Thomas Oger        | 6-2, 7-5         |
| 2007 (2)  | Jamie Baker        | Gary Lugassy       | 6-4, 6(5)–7, 7-5 |
| 2008      | Richard Bloomfield | Adrian Mannarino   | 6-4, 6-3         |
| 2008 (2)  | Colin Fleming      | Richard Bloomfield | 7–6(6), 6-4      |
| 2009-2010 | Non disputato      |                    |                  |
| 2013      | Daniel Smethurst   | Jan Minar          | 6–3, 6–4         |
| 2013 (2)  | Josh Goodall       | Ashley Hewitt      | 6–3, 6–2         |
| 2014      | Daniel Smethurst   | David Rice         | 6–3, 7–5         |

### Doppio maschile
| Anno      | Campionesse                            | Finaliste                           | Punteggio        |
| --------- | -------------------------------------- | ----------------------------------- | ---------------- |
| 2007      | Jean-François Bachelot Stéphane Robert | Fabio Colangelo Marco Crugnola      | 6-3, 6-4         |
| 2007 (2)  | Jamie Baker Aisam-ul-Haq Qureshi       | Andrew Coelho Samuel Groth          | 6-3, 3-6, 6-3    |
| 2008      | Richard Bloomfield Ken Skupski         | Ralph Grambow Tom Rushby            | 6-1, 6-4         |
| 2008 (2)  | Colin Fleming Ken Skupski              | Ivan Cerović Daniel Danilovic       | 6-2, 6-1         |
| 2009-2010 | Non disputato                          |                                     |                  |
| 2013      | Daniel Smethurst Alexander Ward        | Lewis Burton Daniel Evans           | 7–5, 7–6(7–4)    |
| 2013 (2)  | Josh Goodall Harry Meehan              | David Pel N. Vijay Sundar Prashanth | 6–3, 4–6, [10–8] |
| 2014      | David Rice Sean Thornley               | Richard Gabb Joshua Ward-Hibbert    | 6–3, 6–3         |